# مفعول
مفعول در دستور زبان، یک اسم یا گروه اسمی است که تحت تاثیر کنش فعل جمله قرار می‌گیرد. مفعول در فارسی معمولاً پیش از «را» و پس از حروف اضافه می‌آید.

## تعریف
مفعول واژه‌ای است که بر کسی یا چیزی که فعل بر او (آن) واقع شده‌است دلالت می‌کند. یا گروه اسمی است که پس از آن نشانه (را) باشد یا بتوانیم این نشانه را به آن بیفزاییم.
حمید کتاب را خواند.
مهتاب سیب را خورد. 

## انواع مفعول
مفعول بر دو نوع است: مفعول مستقیم (که به آن مفعول بی واسطه یا صریح هم گفته شده) و مفعول غیرمستقیم (متمم اجباری).
مثال: متین گل را به بهار تقدیم کرد.
در فراکرد بالا گل و بهار به‌ترتیب مفعول مستقیم و مفعول غیرمستقیم هستند.
در زبان فارسی برای مشخص‌کردن مفعول مستقیم با کمک فعل جمله دو سؤال به شکل زیر مطرح می‌کنیم:
چه کسی را تقدیم کرد؟
چه چیزی را تقدیم کرد؟
جواب یکی از این سؤال‌ها همان مفعول مستقیم است. البته در بیشتر اوقات، بعد از مفعول مستقیم، پس‌نهشتِ را قرار دارد.
تشخیص مفعول غیرمستقیم، با توجه به اینکه نشانهٔ آن پیش‌نهشت‌ها هستند، تا حدودی برای مبتدیان دشوار است، زیرا که بسیاری از گروه‌های قیدی نیز دارای همین نشانه هستند. اما می‌توان هستهٔ یک گروه پیش‌نهشتی در گزاره که نقش قیدی ندارد را مفعول غیرمستقیم نامید.
مثال: متین گل را به بهار با احترام تقدیم کرد.
گزارهٔ فراکردِ بالا دارای دو گروه پیش‌نهشتی است: به بهار و با احترام.
از آنجا که با احترام نقشِ گروه قیدی دارد، نمی‌توان واژهٔ احترام را مفعول غیرمستقیم نامید. اما عبارت به بهار جنبهٔ قیدی ندارد و واژهٔ بهار مفعول غیرمستقیم است.

## روش شناخت
1. معمولاً بودن «را» پس از آن.
2. اضافه کردن «چه چیزی را» و «چه کسی را» را قبل از فعل.
3. بودن فعل گذرا در جمله.